# District de Cañazas
Le district de Cañazas est l'une des divisions qui composent la province de Veraguas, au Panama. En 2010, le district comptait 16 830 habitants.